# 론 카디널
론 카디널(Lorne Cardinal, 1964년 1월 6일 ~ )은 캐나다의 배우, 영화 감독, 영화 제작자, 각본가, 성우이다.

## 출연 작품

### 영화
- 마지막 전사 터컴사 (1995, Tecumseh: The Last Warrior)
- 인썸니아 (2002)
- Ice Bound (2003)
- Elijah (2008)
- Wolf Canyon (2009) - 호이트 역
- Rust (2010)
- 스노우 아마겟돈 (2011, Snowmageddon) - 래리 역
- Pilgrim (2013) - 단편
- If I Had Wings (2013)
- 인투 더 포레스트 (2015) - 제리 역
- 부그와 엘리엇: 늑대 인간의 공포 (2015) - 목소리
- 고독 (2017, Never Steady, Never Still)

### 텔레비전
- 파고 (2014)
- Molly of Denali (2019-현재) - 목소리
- FBI: 모스트 원티드 (2020-현재)